# Ménétrol
Ménétrol település Franciaországban, Puy-de-Dôme megyében. Lakosainak száma 1641 fő (2022. január 1.). Ménétrol Riom, Châteaugay, Gerzat és Saint-Beauzire községekkel határos.

## Népesség
A település népességének változása:
| Lakosok száma | 1628 | 1627 | 1658 | 1635 | 1631 | 1623 | 1643 | 1642 | 1641 |
|               | 2013 | 2015 | 2016 | 2017 | 2018 | 2019 | 2020 | 2021 | 2022 |